# Капитоновка (Оренбургская область)
Капитоновка — село в Переволоцком районе Оренбургской области в составе сельского поселения  Мамалаевский сельсовет.

## География
Находится на расстоянии примерно 8 километров по прямой на северо-запад от районного центра поселка Переволоцкий.

## История
Возникло как мордовское село в первой половине XIX века. В 1854 году население было причислено к Оренбургскому казачьему войску . 

## Население
Население составляло 279 человек в 2002 году (52% русские),  280 по переписи 2010 года.